# Mauvages
 Mauvages  es una población y comuna francesa, en la región de Lorena, departamento de Mosa, en el distrito de Commercy y cantón de Gondrecourt-le-Château.

## Demografía
| 325 | 304 | 218 | 191 | 238 | 236 |
| Para los censos de 1962 a 1999 la población legal corresponde a la población sin duplicidades (Fuente: INSEE [Consultar]) |     |     |     |     |     |